# Yvan Quentin
Yvan Quentin, född 2 maj 1970, är en schweizisk före detta professionell fotbollsspelare som spelade vänsterback för fotbollsklubbarna Sion, Neuchâtel Xamax och Zürich mellan 1990 och 2004. Han vann två ligamästerskap med FC Sion för säsongerna 1991–1992 och 1996–1997 och fem schweiziska cuper, fyra med Sion (1990–1991, 1994–1995, 1995–1996 och 1996–1997) och en med Zürich (1999–2000). Quentin spelade också 41 landslagsmatcher för det schweiziska fotbollslandslaget mellan 1992 och 2002.